# Onciale 0212
L'Onciale 0212 è un manoscritto onciale (numerazione di Gregory-Aland) del Nuovo Testamento, datato, per la paleografia, al III secolo.
Il manoscritto, in lingua greca antica, è un frammento del Diatessaron di Taziano e contiene un passo del Vangelo di Luca 23.49. Misura 10,5 x 9,5 centimetri su pergamena ed è stato rinvenuto a Dura Europos in Siria nel 1933.